# Snookerweltmeisterschaft 2024
Die Cazoo Snookerweltmeisterschaft 2024 wurde vom 20. April bis 6. Mai traditionell im Crucible Theatre in Sheffield ausgetragen. Sie bildete den Abschluss der Saison 2023/24 der World Snooker Tour.
Der belgische Titelverteidiger Luca Brecel fiel dem „Crucible Curse“ zum Opfer, wie er scherzhaft genannt wird: Der „Fluch des Crucible“ bewirkt, dass keinem erstmaligen Weltmeister im Jahr darauf die Titelverteidigung gelingt. Brecel verlor trotz deutlicher Führung sein Auftaktmatch. Aber auch die meisten anderen Topspieler schieden vorzeitig aus. Kyren Wilson kam als einziger gesetzter Spieler ins Finale, sein Gegner war der Qualifikant Jak Jones aus Wales. Im zweiten Anlauf nach 2020 holte Wilson den Sieg, der Engländer gewann mit 18:14 und war der 23. Spieler der Crucible-Ära, der einen Weltmeistertitel erringen konnte.

## Preisgeld
Im fünften Jahr blieb der Preisgeldtopf bei 2.395.000 £ mit unveränderter Verteilung. Kurz vor dem Turnier wurde noch eine Extraprämie für ein Maximum Break ausgelobt. Wäre beim Hauptturnier im Crucible Theatre ein 147-Punkte-Break erzielt worden, hätte der betreffende Spieler 40.000 £ zusätzlich bekommen. Für Noppon Saengkhams Maximum in der Qualifikation gab eine Prämie von 10.000 £.
|                 | Preisgeld a |
| --------------- | ----------- |
| Sieger          | 500.000 £   |
| Finalist        | 200.000 £   |
| Halbfinalist    | 100.000 £   |
| Viertelfinalist | 50.000 £    |
| Achtelfinalist  | 30.000 £    |
| Letzte 32       | 20.000 £    |
| Letzte 48       | 15.000 £    |
| Letzte 80       | 10.000 £    |
| Letzte 112      | 5.000 £     |
| Höchstes Break  | 15.000 £    |
| Insgesamt       | 2.395.000 £ |

Sonderprämie
| Maximum Break | Preisgeld |
| ------------- | --------- |
| Hauptrunde    | 40.000 £  |
| Qualifikation | 10.000 £  |

## Hauptrunde

### Zusammenfassung
Runde 1
Nachdem Luca Brecel im Vorjahr erstmals Weltmeister geworden war, stellte sich zum Auftakt die Frage, wann der „Crucible Curse“ zuschlagen würde: Keiner der 18 Weltmeister vor ihm seit 1977 hatte im Jahr nach dem ersten Sieg seinen Titel verteidigen können. Der Belgier hatte eine durchwachsene Saison gespielt und war gesundheitlich beeinträchtigt, er begann aber forsch gegen David Gilbert, gewann die erste Session 6:3 und zog in der zweiten Matchhälfte auf 9:6 davon. Den letzten Schritt schaffte er jedoch nicht. Gilbert kam auf, nutzte jeden Fehler aus und holte sich 5 Frames in Folge zum 10:9-Sieg. Brecel war damit der 7. Debütweltmeister, der im Jahr darauf bereits in der Auftaktrunde ausgeschieden war.
Der zweite Überraschungsspieler des Vorjahrs, der Halbfinalist Si Jiahui, hatte sich nach einer sehr erfolgreichen Saison auf Platz 23 verbessert und bekam es mit Mark Williams zu tun. Das wechselhafte Match schien sich gegen Ende klar zugunsten des Chinesen zu neigen, als dieser auf 9:7 davonziehen konnte. Williams gelang aber noch einmal die Wende und der Ausgleich. Im Decider machte der dreimalige Weltmeister aber den entscheidenden Fehler und mit einem 77-Punkte-Break holte sich Si den 10:9-Sieg. Der zweite erfolgreiche Vorjahresdebütant, der Viertelfinalist Jak Jones, traf auf Zhang Anda. Fünf Jahre in Folge hatte der Chinese die Crucible-Qualifikation verpasst, nach drei Turnierfinals mit seinem ersten Turniersieg in dieser Saison war er erstmals gesetzt. Doch die Partie wurde dominiert vom Waliser. 5:2 führte er nach einer zähen, vorzeitig abgebrochenen ersten Session, auf 7:2 zog er vorentscheidend davon und auch ohne ein Century-Break gewann er deutlich 10:4.
Der einzige Endrundendebütant dieses Jahres war Joe O’Connor. Gegen Mark Selby begann das Match ausgeglichen 2:2, bis der viermalige Weltmeister einbrach und der Neuling 5 Frames in Folge gewann, 2 davon mit Centurys. O’Connor, ein Trainingspartner von Selby in Leicester, behauptete den Vorsprung in der zweiten Session und gewann mit 10:6.
Damit waren bereits 4 gesetzte Spieler überraschend gescheitert. Zwei weitere „Seeds“ hatten es mit erfahrenen, hochrangigen Gegnern zu tun, die zuletzt schwächer gespielt hatten. Dafür waren sie durch ihre Qualifikationsmatches bereits eingespielt. Stephen Maguire war in der ersten Session gleichauf mit Ali Carter, einem der Turniergewinner der aktuellen Saison. Nach 4:5 und 6:7 ging er in die Offensive und mit vier gewonnenen Frames in Folge schaffte der Schotte den 10:7-Sieg gegen den Weltranglisten-9. Einen Platz dahinter lag Gary Wilson, gegen den Ex-Weltmeister Stuart Bingham gab es zur Halbzeit aber bereits einen 3:6-Rückstand. Nach 2 gewonnenen Frames in Session 2 schien es ausgeglichen, doch sobald Wilson einen Fehler machte, war Bingham da und baute seinen Vorsprung wieder Frame um Frame aus bis zum 10:5-Sieg.
Des Weiteren gab es zwei Partien, in denen zwei Spieler leistungsmäßig nahe beieinander lagen und bei denen der gesetzte Spieler unterlag. Jack Lisowski war nach 5 Jahren knapp aus den Top 16 gefallen und lieferte sich mit Ding Junhui ein Kopf-an-Kopf-Rennen. Zur Halbzeit lag er 5:4 vorne und beim Stand von 9:7 führte er erstmals mit 2 Frames Vorsprung. Doch ein eigener Fehler und ein 131-Punkte-Break von Ding führten in den Decider. Lisowski schaffte in zwei Anläufen den Framegewinn und damit den 10:9-Sieg. Mit Ryan Day und Barry Hawkins trafen in einem weiteren Match zwei Spieler mit langer Erfahrung aufeinander, die nur 3 Ranglistenplätze voneinander entfernt waren. Das Match ging hin und her, die knappe Führung von Hawkins konterte Day mit 4 gewonnenen Frames in Folge zum 5:2, Hawkins ließ über die Sessionpause hinweg 6 Frames zur 8:5-Führung folgen. Aber die Mid-Session-Pause brachte erneut die Wende, Day kam wieder in Fahrt, ließ seinem Gegner keinen Frame mehr und gewann mit 10:8. Zum vierten Mal in der Crucible-Ära (nach 1980, 1992 und 2012) waren damit die Hälfte der gesetzten Spieler bereits in Runde 1 ausgeschieden. Einen neuen Rekord konnte Robert Milkins abwenden. Nach 0:3-Rückstand gegen Pang Junxu kam er zur Sessionpause auf 4:5 heran und fortan war es ein ausgeglichenes Match, das im Decider endete. Dort gelang keinem Spieler ein entscheidendes Break und nach längerem Safety-Duell lochte der Engländer die entscheidenden Bälle zum 10:9-Sieg.
In den übrigen Matches gab es dagegen klare Favoritensiege. Am deutlichsten von Rekordweltmeister Ronnie O’Sullivan gegen Jackson Page, der übernervöse Waliser hatte bei seiner zweiten Endrundenteilnahme beim 1:10 keine Chance. Mit demselben Ergebnis schied ein Landsmann von ihm aus: Nach 10 Jahren hatte sich Dominic Dale wieder einmal für die Endrunde qualifiziert, gegen Kyren Wilson war die Rückkehr aber schnell beendet. Der 4. von 6 angetretenen Walisern, der ohne Sieg blieb, war Jamie Jones, der gegen John Higgins mit 6:10 das Nachsehen hatte. Mark Allen besiegte den in der Rangliste von allen 32 Spielern am niedrigsten platzierten Spieler, die Nummer 45 Robbie Williams, mit demselben Ergebnis. 10:6 hieß es am Ende auch für Tom Ford, erstmals gesetzt, gegen Ricky Walden. Für Ford war es der erste Sieg im Crucible Theatre im fünften Anlauf. Judd Trump, mit 5 Turniersiegen und 3 weiteren Finals in der Saison ein Turnierfavorit, gewann sicher mit 10:5 gegen Hossein Vafaei, demselben Resultat wie Shaun Murphy gegen Lü Haotian.
Achtelfinale
Das Topmatch in Runde 2 und ein Turnierhöhepunkt war die Begegnung von John Higgins und Mark Allen, allerdings mit unterschiedlichen Vorzeichen: Während der Schotte gewinnen musste, um unter den Top 16 zu bleiben, konnte Allen sogar die Nummer 1 der Weltrangliste werden. Nach einer ausgeglichenen ersten Session ging der Nordire nach Session 2 mit 9:7 in Führung. Doch Higgins glich gleich in der ersten Hälfte der Schlusssession aus und konterte weitere Vorstöße von Allen. Es kam zum Decider, in dem der Nordire schon mit 62:0 führte. Higgins bekam die Chance, eine Rote als Double (über Bande) zu lochen, trotz des großen Drucks gelang nicht nur der Punkt, sondern anschließend eine Clearance von 71 Punkten und damit der 13:12-Sieg.
Das zweite Match zwischen zwei Top-16-Spielern bestritten Judd Trump und Tom Ford, allerdings mit Trump als klarem Favoriten. Der Weltmeister von 2019 kam über Zwischenstände von 6:2 und 11:5 zu einem ungefährdeten 13:7-Sieg. Auch die beiden Spieler, die sich durch den Erstrundenauftritt als Favoriten empfohlen hatten, kamen problemlos weiter. Ebenfalls mit 13:7 gewann Ronnie O’Sullivan gegen Ryan Day. Nach einer 10:6-Führung nahm er dem Waliser mit 2 gewonnenen Frames zu Beginn von Session 3 verbliebene Hoffnungen, bevor er im 20. Frame mit zwei hohen Breaks vollendete. Ebenfalls mit einem Stand von 10:6 ging die Partie von Kyren Wilson gegen Joe O’Connor in Session 3, Wilson ließ seinem Gegner aber keinen Frame mehr und gewann 13:6. Damit war der einzige Debütant ausgeschieden. Der höchste Sieg gelang aber David Gilbert. Robert Milkins, der schon in Runde 1 Probleme hatte, konnte nur bis zum 4:6 einigermaßen mithalten. Danach gewann Gilbert 7 Frames in Folge und von Frame 13 bis zum 13:4-Endstand gelangen ihm 421 Punkte, ohne dass Milkins noch einmal punkten konnte.
Die Bilanz zweier Konkurrenten seit Jugendzeiten stand bei 12:11 gewonnenen Profimatches für Shaun Murphy gegen Stephen Maguire. Doch wie zuletzt dominierte der Schotte ihre Begegnung und gewann die ersten beiden Sessions jeweils mit 5:3. Diesem 10:6-Zwischenstand folgte zwar kein schnelles Ende, aber Maguire hielt den Abstand bis zum Schluss und mit einem 13:9-Sieg glich er die gemeinsame Statistik aus. Stuart Bingham gegen Jack Lisowski war dagegen das Duell zweier Generationen, die beiden Engländer liegen 15 Jahre auseinander. Lisowski ging 2:0 in Führung, aber nach 5 gewonnenen Frames in Folge lag Bingham nach Session 1 mit 5:3 vorne. In den nächsten beiden Sessions gelang dem Jüngeren zwar zweimal der Ausgleich, aber Bingham konnte immer wieder den Vorsprung wiederherstellen und er gewann schließlich mit 13:11. Im letzten Duell lagen zwar auch immerhin 9 Jahre zwischen Si Jiahui und Jak Jones, für beide war es aber das zweite Jahr im Crucible und beide hatten 2023 überrascht. Si war zwar im Vorjahr erfolgreicher gewesen, der Waliser hatte aber den besseren Start und führte 6:2 und 8:3. Dann kam der Chinese auf und war schon auf 8:9 herangekommen, doch Jones behielt die Ruhe und konnte sich Frame für Frame wieder absetzen. Beim Stand von 12:9 wehrte sich Si noch einmal heftig, der Vorjahreshalbfinalist konnte aber die 9:13-Niederlage nicht mehr abwenden. Jones hatte damit bei seinen ersten beiden WM-Endrundenteilnahmen mindestens das Viertelfinale erreicht, was nicht viele Spieler geschafft hatten. Zuletzt war dies seinem Landsmann Matthew Stevens 1998 und 1999 gelungen.
Viertelfinale
Die Viertelfinals nahmen einen unerwarteten Verlauf. Stuart Bingham zeigte sich selbstbewusst in seinem Match gegen den Weltranglistenersten Ronnie O’Sullivan und gestaltete die erste Session ausgeglichen. Auch in der zweiten Session machte er einen 2-Frames-Rückstand wett und ging mit 8:8 in die entscheidende Sitzung. Es häuften sich die Fehler, aber auch die ersten vier Frames teilten sie sich. In Frame 21 verschoss Bingham dann in Führung liegend, O’Sullivan verpasste es aber seinerseits, den Tisch leerzuräumen und Bingham profitierte. Der nächste Fehler von O’Sullivan lud Bingham zu einem Century ein und schon war dieser nur noch einen Frame vom Sieg entfernt. Dann legte er 52 Punkte vor, O’Sullivan auf dem Weg zum Steal verschoss bei 48 und Bingham holte sich den Sieg mit 13:10. Damit vergab der große Favorit nicht nur die Chance auf den 8. Rekordtitel, auch die Möglichkeit, alle Triple-Crown-Turniere in einer Saison zu gewinnen, war vorbei. Außerdem verlor er nach 2 Jahren Platz 1 in der Weltrangliste.
Während Bingham gelang, was ihm bei seinem Titelgewinn 2015 schon einmal gelungen war, stand Jak Jones vor einer neuen Herausforderung. Noch nie unter den Top 32 platziert trat er gegen den Weltranglistenzweiten und besten Spieler der Saison Judd Trump an. In den ersten beiden Sessions war er der Spieler mit der Initiative, auch wenn der Engländer immer wieder ausgleichen konnte. Bis zum 9:9 ging das so. Als es auf die Entscheidung zuging, nahmen aber Trumps Fehler zu, während Jones’ Breakbuilding besser wurde. Zwei Frames gewann der Waliser mit hohen Breaks, einen umkämpften Frame holte er ebenfalls und mit einem Century schloss er zum 13:9-Sieg ab. Jak Jones hatte damit bereits den größten Erfolg seiner Karriere erreicht. Trump vergab dagegen Platz 1 in der Weltrangliste, da er Mark Allen nicht mehr einholen konnte, obwohl dieser bereits eine Runde zuvor ausgeschieden war.
Damit waren die Top 10 aus dem Turnier und Kyren Wilson und John Higgins verblieben als einzige gesetzte Spieler. Im Vorjahr hatte der Schotte an selber Stelle in Runde 2 das Duell mit 13:2 gewonnen, obwohl Wilson zuvor einen beeindruckenden Auftakt gespielt hatte. Diesmal konnte der Engländer an seine Vorleistungen anknüpfen und war in den ersten beiden Sessions jeweils einen Frame besser als Higgins. Zwar konnte dieser in der abschließenden Sitzung noch einmal auf 8:9 verkürzen, Wilson holte aber die nächsten 3 Frames und ließ dem Schotten dabei nur 12 Punkte. In Frame Nummer 21 spielte Higgins einen großen Vorsprung heraus, aber mit einem 61-Punkte-Break stahl Wilson den Frame noch und gewann so mit 13:8.
Blieb als letzte Partie noch das Außenseiterduell zwischen David Gilbert und Stephen Maguire. Beide hatten schon einmal das WM-Halbfinale erreicht, bei Maguire war dies allerdings bereits 12 Jahre her gewesen. Auch die Vorleistungen im Turnier sprachen für Gilbert. Mit 7:1 gewann er die erste Session, Maguire blieb nur der 5. Frame. Doch in Session 2 konnte der Schotte Boden gutmachen. Zwar vergrößerte Gilbert den Vorsprung noch auf 9:2, aber Maguire gewann 4 der nächsten 5 Frames und der Stand von 10:6 ließ noch Spielraum. Doch der Schotte konnte nicht mehr entscheidend verkürzen, Gilbert holte sich Punkt für Punkt die fehlenden Frames und mit 13:8 entschied er die Begegnung für sich.
Halbfinale
Erstmals seit 1977 waren 3 ungesetzte Spieler in der Vorschlussrunde. (Im ersten Crucible-Jahr hatte es nur 8 gesetzte Spieler gegeben.) Als Nummer 12 der Weltrangliste war Kyren Wilson Favorit in seinem Match, zumal er bei seiner 10. WM-Endrundenteilnahme bereits zum 4. Mal das Halbfinale erreicht hatte. Aber auch sein Gegner David Gilbert hatte 2019 schon einmal die Vorschlussrunde erreicht und erst im Decider verloren. Auch diesmal sah es lange nach einem Kopf-an-Kopf-Rennen aus. Zwei Sessions lang folgte dem Vorstoß des einen stets der Ausgleich des anderen Spielers. 1992 gab es bereits einmal ein Match, wo dies bis zum 10:10 andauerte. Diesmal lag Wilson 10:9 und 51:0 vorne. Gilbert bekam die Chance, mit einem Steal auszugleichen, doch er vergab. Er begann zu schwächeln und Wilson bekam Oberwasser. Er holte nicht nur diesen, sondern auch noch die nächsten drei Frames zum 14:9. Gilbert stand gehörig unter Druck und stemmte sich gegen die Niederlage. Ein Century und ein weiteres hohes Break brachten ihn sessionübergreifend auf 14:11 heran. Doch das lange Turnier forderte seinen Tribut, er konnte das Niveau nicht halten und Wilson musste nur auf seine Chancen und auf Fehler seines Gegners warten. Das 15:11 nach einem wechselhaften Frame war schon eine Vorentscheidung und auch die nächsten beiden Frames gingen an Wilson zum 17:11-Sieg.
Mit Stuart Bingham gab es auch im zweiten Match einen eindeutigen Favoriten. Mit 47 Jahren war er nicht nur erfahrener, der Engländer hatte bereits einen Weltmeistertitel und zuvor mit Ronnie O’Sullivan den Weltmeister von 2022 geschlagen. Obwohl sein Gegner Jak Jones auch schon 30 Jahre alt war, spielte er erst seine zweite WM-Endrunde und auch erst sein zweites Halbfinale nach den Gibraltar Open 2022. Allerdings hatte er im zweiten Jahr in Folge bewiesen, dass er mit der speziellen WM-Situation sehr gut zurechtkam. Bingham hatte zwar den besseren Start, aber Jones machte aus einem 0:3 in Session 1 ein 4:4. Auch in der zweiten Sitzung ließ der Waliser seinen Gegner nicht davonziehen und blieb gleichauf mit Bingham. Wie im anderen Halbfinale nahm das Match im dritten Teil eine Wende: Beim Stand von 9:8 unterliefen dem Engländer gleich in 3 Frames in Folge Fehler, Jones nutzte sie konzentriert und entschlossen aus und ging 11:9 in Führung. Er kam auch besser aus der kleinen Sessionpause und erhöhte mit beständigem Spiel und erfolgreichen Safetys auf 13:9, bevor Bingham sich mit einem Century noch Chancen in der Abschlusssession offenhalten konnte. Er kam sogar auf 13:11 heran, aber nach weiteren Fehlern des Engländers stellte Jones mit 15:11 wieder den alten Abstand her. Auf der Zielgeraden holte sich Bingham dank eines trickreichen Snookers noch einen Frame, aber Jones ließ nicht nach und mit drei mittelhohen Breaks holte er sich die zwei Punkte zum 17:12-Sieg. Der Waliser erzielte in dem Match kein Century, aber 11 Breaks zwischen 50 und 72 Punkten.
Finale
Jak Jones war in 48 Jahren im Crucible der 9. Spieler, der es von der Qualifikation bis ins Endspiel schaffte. 2 seiner Vorgänger holten sich den Titel. Allerdings stand er zum ersten Mal überhaupt in einem Finale eines Profiturniers. Obwohl Kyren Wilson nur wenig älter ist als der Waliser, hatte er schon 15 Endspiele gespielt und 7 davon gewonnen, nicht aber das WM-Finale 2020.
Wilson hatte einen sehr guten Start mit einem Century-Break und ihm gelang in der Folge fast in jedem Frame ein hohes Break. Jak Jones hingegen wollte einfach kein größeres Break gelingen und so verlor er Frame um Frame. 0:4 endete die erste Sessionhälfte und 3 weitere Frames musste er abgeben, bevor ihm am Sessionende mit einem 65er-Break der erste Punkt zum 1:7 gelang. Diesen hohen Rückstand nahm er als Handicap mit ins weitere Finale. In Session 2 gewann der Waliser 2 Frames, doch Wilson stellte gleich wieder den Abstand zum 9:3 her. Von den nächsten 4 Frames gewann Jones 3, doch statt im letzten Frame der Session noch einmal zu verkürzen, gab es einen moralischen Rückschlag: Der Waliser hatte schon den Frameball gelocht, doch Wilson zwang ihn mit einem Snooker zu einem Fehler und war wieder im Spiel. Bei der letzten Schwarzen riskierte Jones zu viel und Wilson machte den Punkt zum 11:6.
Session 3 musste dann wie ein Déjà-vu erscheinen. Zwei höhere Breaks brachten Jones auf 8:11 heran, doch mit zwei gröberen Fehlern, die Wilson zwei entscheidende Breaks ermöglichten, machte er den Aufholerfolg wieder zunichte. Doch er gab nicht nach und mit Breaks von 90 und 73 Punkten verkürzte er wieder auf 3 Frames Rückstand beim Stand von 10:13. Dann war wieder Wilson an der Reihe mit einem frameentscheidenden Break. In Frame 25 machte der Engländer aber mehrfach Fehler und Jones hatte die Chance, den Abstand klein zu halten. Doch mit einem eigenen misslungenen Potversuch auf die tückische Mitteltasche gab er den Frame her und musste wieder mit einem 5-Frames-Rückstand in die abschließende Session. Noch nie hatte ein Spieler bei der Weltmeisterschaft ein 15:10 noch drehen können. Noch schwerer wurde die Aufgabe, als ein umkämpfter erster Frame zugunsten von Wilson endete. Mit seinem ersten Century im Finale zum 16:11 zeigte Jones seine Entschlossenheit, nicht beizugeben, doch Frame 28 war erneut umkämpft. Erst führte der Waliser, dann ging Wilson in Führung, snookerte sich aber selbst und ermöglichte es Jones, punktemäßig auszugleichen. Die wiederaufgesetzte Schwarze („Respotted Black“) hätte er dann lochen können, stattdessen ließ er Wilson die Chance, der mit viel Glück über drei Banden die 7 Punkte und damit den Frame holte. Wilson stand somit mit 17:11 nur noch einen Schritt vor der Ziellinie. Andererseits hatte Jones nichts mehr zu verlieren. Mit zwei hohen Breaks holte er 2 Frames und noch einen 3., als Wilson es in Frame 31 verpasste, den Sack zuzumachen. Doch im nächsten Frame scheiterte der Waliser ein weiteres Mal an der Mitteltasche. Wilson nutzte die entstandene Chance diesmal und vollendete zum 18:14-Endspielsieg.

### Turnierplan
16 Spieler waren aufgrund ihrer Weltranglistenplatzierung gesetzt. Ihre 16 Erstrundengegner mussten sich zuvor in der Qualifikation durchsetzen.
|  | Runde der letzten 32 Best of 19 Frames Sessions (9/10) | Runde der letzten 32 Best of 19 Frames Sessions (9/10) | Runde der letzten 32 Best of 19 Frames Sessions (9/10) |                   |    | Achtelfinale Best of 25 Frames Sessions (8/8/9) | Achtelfinale Best of 25 Frames Sessions (8/8/9) | Achtelfinale Best of 25 Frames Sessions (8/8/9) |  |  | Viertelfinale Best of 25 Frames Sessions (8/8/9) | Viertelfinale Best of 25 Frames Sessions (8/8/9) | Viertelfinale Best of 25 Frames Sessions (8/8/9) |  |  | Halbfinale Best of 33 Frames Sessions (8/8/8/9) | Halbfinale Best of 33 Frames Sessions (8/8/8/9) | Halbfinale Best of 33 Frames Sessions (8/8/8/9) |  |  | Finale Best of 35 Frames Sessions (8/9/8/10) | Finale Best of 35 Frames Sessions (8/9/8/10) | Finale Best of 35 Frames Sessions (8/9/8/10) |  |
|  |                                                        |                                                        |                                                        |                   |    |                                                 |                                                 |                                                 |  |  |                                                  |                                                  |                                                  |  |  |                                                 |                                                 |                                                 |  |  |                                              |                                              |                                              |  |
|  | 1                                                      | 1                                                      | Luca Brecel                                            | 9                 |    |                                                 |                                                 |                                                 |  |  |                                                  |                                                  |                                                  |  |  |                                                 |                                                 |                                                 |  |  |                                              |                                              |                                              |  |
|  | 2                                                      | 31                                                     | David Gilbert                                          | 10                |    |                                                 |                                                 |                                                 |  |  |                                                  |                                                  |                                                  |  |  |                                                 |                                                 |                                                 |  |  |                                              |                                              |                                              |  |
|  | 3                                                      | 31                                                     | David Gilbert                                          | 10                | 31 | David Gilbert                                   | 13                                              |                                                 |  |  |                                                  |                                                  |                                                  |  |  |                                                 |                                                 |                                                 |  |  |                                              |                                              |                                              |  |
|  | 4                                                      |                                                        |                                                        |                   | 31 | David Gilbert                                   | 13                                              |                                                 |  |  |                                                  |                                                  |                                                  |  |  |                                                 |                                                 |                                                 |  |  |                                              |                                              |                                              |  |
|  | 5                                                      |                                                        | 16                                                     | Robert Milkins    | 4  |                                                 |                                                 |                                                 |  |  |                                                  |                                                  |                                                  |  |  |                                                 |                                                 |                                                 |  |  |                                              |                                              |                                              |  |
|  | 6                                                      | 16                                                     | 16                                                     | Robert Milkins    | 4  | Robert Milkins                                  | 10                                              |                                                 |  |  |                                                  |                                                  |                                                  |  |  |                                                 |                                                 |                                                 |  |  |                                              |                                              |                                              |  |
|  | 7                                                      | 16                                                     |                                                        |                   |    | Robert Milkins                                  | 10                                              |                                                 |  |  |                                                  |                                                  |                                                  |  |  |                                                 |                                                 |                                                 |  |  |                                              |                                              |                                              |  |
|  | 8                                                      | 27                                                     | Pang Junxu                                             | 9                 |    |                                                 |                                                 |                                                 |  |  |                                                  |                                                  |                                                  |  |  |                                                 |                                                 |                                                 |  |  |                                              |                                              |                                              |  |
|  | 9                                                      | 27                                                     | Pang Junxu                                             | 9                 | 31 | David Gilbert                                   | 13                                              |                                                 |  |  |                                                  |                                                  |                                                  |  |  |                                                 |                                                 |                                                 |  |  |                                              |                                              |                                              |  |
|  | 10                                                     |                                                        |                                                        |                   | 31 | David Gilbert                                   | 13                                              |                                                 |  |  |                                                  |                                                  |                                                  |  |  |                                                 |                                                 |                                                 |  |  |                                              |                                              |                                              |  |
|  | 11                                                     |                                                        | 28                                                     | Stephen Maguire   | 8  |                                                 |                                                 |                                                 |  |  |                                                  |                                                  |                                                  |  |  |                                                 |                                                 |                                                 |  |  |                                              |                                              |                                              |  |
|  | 12                                                     | 9                                                      | 28                                                     | Stephen Maguire   | 8  | Ali Carter                                      | 7                                               |                                                 |  |  |                                                  |                                                  |                                                  |  |  |                                                 |                                                 |                                                 |  |  |                                              |                                              |                                              |  |
|  | 13                                                     | 9                                                      |                                                        |                   |    | Ali Carter                                      | 7                                               |                                                 |  |  |                                                  |                                                  |                                                  |  |  |                                                 |                                                 |                                                 |  |  |                                              |                                              |                                              |  |
|  | 14                                                     | 28                                                     | Stephen Maguire                                        | 10                |    |                                                 |                                                 |                                                 |  |  |                                                  |                                                  |                                                  |  |  |                                                 |                                                 |                                                 |  |  |                                              |                                              |                                              |  |
|  | 15                                                     | 28                                                     | Stephen Maguire                                        | 10                | 28 | Stephen Maguire                                 | 13                                              |                                                 |  |  |                                                  |                                                  |                                                  |  |  |                                                 |                                                 |                                                 |  |  |                                              |                                              |                                              |  |
|  | 16                                                     |                                                        |                                                        |                   | 28 | Stephen Maguire                                 | 13                                              |                                                 |  |  |                                                  |                                                  |                                                  |  |  |                                                 |                                                 |                                                 |  |  |                                              |                                              |                                              |  |
|  | 17                                                     |                                                        | 8                                                      | Shaun Murphy      | 9  |                                                 |                                                 |                                                 |  |  |                                                  |                                                  |                                                  |  |  |                                                 |                                                 |                                                 |  |  |                                              |                                              |                                              |  |
|  | 18                                                     | 8                                                      | 8                                                      | Shaun Murphy      | 9  | Shaun Murphy                                    | 10                                              |                                                 |  |  |                                                  |                                                  |                                                  |  |  |                                                 |                                                 |                                                 |  |  |                                              |                                              |                                              |  |
|  | 19                                                     | 8                                                      |                                                        |                   |    | Shaun Murphy                                    | 10                                              |                                                 |  |  |                                                  |                                                  |                                                  |  |  |                                                 |                                                 |                                                 |  |  |                                              |                                              |                                              |  |
|  | 20                                                     | 26                                                     | Lü Haotian                                             | 5                 |    |                                                 |                                                 |                                                 |  |  |                                                  |                                                  |                                                  |  |  |                                                 |                                                 |                                                 |  |  |                                              |                                              |                                              |  |
|  | 21                                                     | 26                                                     | Lü Haotian                                             | 5                 | 31 | David Gilbert                                   | 11                                              |                                                 |  |  |                                                  |                                                  |                                                  |  |  |                                                 |                                                 |                                                 |  |  |                                              |                                              |                                              |  |
|  | 22                                                     |                                                        |                                                        |                   | 31 | David Gilbert                                   | 11                                              |                                                 |  |  |                                                  |                                                  |                                                  |  |  |                                                 |                                                 |                                                 |  |  |                                              |                                              |                                              |  |
|  | 23                                                     |                                                        | 12                                                     | Kyren Wilson      | 17 |                                                 |                                                 |                                                 |  |  |                                                  |                                                  |                                                  |  |  |                                                 |                                                 |                                                 |  |  |                                              |                                              |                                              |  |
|  | 24                                                     | 5                                                      | 12                                                     | Kyren Wilson      | 17 | Mark Selby                                      | 6                                               |                                                 |  |  |                                                  |                                                  |                                                  |  |  |                                                 |                                                 |                                                 |  |  |                                              |                                              |                                              |  |
|  | 25                                                     | 5                                                      |                                                        |                   |    | Mark Selby                                      | 6                                               |                                                 |  |  |                                                  |                                                  |                                                  |  |  |                                                 |                                                 |                                                 |  |  |                                              |                                              |                                              |  |
|  | 26                                                     | 30                                                     | Joe O’Connor                                           | 10                |    |                                                 |                                                 |                                                 |  |  |                                                  |                                                  |                                                  |  |  |                                                 |                                                 |                                                 |  |  |                                              |                                              |                                              |  |
|  | 27                                                     | 30                                                     | Joe O’Connor                                           | 10                | 30 | Joe O’Connor                                    | 6                                               |                                                 |  |  |                                                  |                                                  |                                                  |  |  |                                                 |                                                 |                                                 |  |  |                                              |                                              |                                              |  |
|  | 28                                                     |                                                        |                                                        |                   | 30 | Joe O’Connor                                    | 6                                               |                                                 |  |  |                                                  |                                                  |                                                  |  |  |                                                 |                                                 |                                                 |  |  |                                              |                                              |                                              |  |
|  | 29                                                     |                                                        | 12                                                     | Kyren Wilson      | 13 |                                                 |                                                 |                                                 |  |  |                                                  |                                                  |                                                  |  |  |                                                 |                                                 |                                                 |  |  |                                              |                                              |                                              |  |
|  | 30                                                     | 12                                                     | 12                                                     | Kyren Wilson      | 13 | Kyren Wilson                                    | 10                                              |                                                 |  |  |                                                  |                                                  |                                                  |  |  |                                                 |                                                 |                                                 |  |  |                                              |                                              |                                              |  |
|  | 31                                                     | 12                                                     |                                                        |                   |    | Kyren Wilson                                    | 10                                              |                                                 |  |  |                                                  |                                                  |                                                  |  |  |                                                 |                                                 |                                                 |  |  |                                              |                                              |                                              |  |
|  | 32                                                     | 40                                                     | Dominic Dale                                           | 1                 |    |                                                 |                                                 |                                                 |  |  |                                                  |                                                  |                                                  |  |  |                                                 |                                                 |                                                 |  |  |                                              |                                              |                                              |  |
|  | 33                                                     | 40                                                     | Dominic Dale                                           | 1                 | 12 | Kyren Wilson                                    | 13                                              |                                                 |  |  |                                                  |                                                  |                                                  |  |  |                                                 |                                                 |                                                 |  |  |                                              |                                              |                                              |  |
|  | 34                                                     |                                                        |                                                        |                   | 12 | Kyren Wilson                                    | 13                                              |                                                 |  |  |                                                  |                                                  |                                                  |  |  |                                                 |                                                 |                                                 |  |  |                                              |                                              |                                              |  |
|  | 35                                                     |                                                        | 13                                                     | John Higgins      | 8  |                                                 |                                                 |                                                 |  |  |                                                  |                                                  |                                                  |  |  |                                                 |                                                 |                                                 |  |  |                                              |                                              |                                              |  |
|  | 36                                                     | 13                                                     | 13                                                     | John Higgins      | 8  | John Higgins                                    | 10                                              |                                                 |  |  |                                                  |                                                  |                                                  |  |  |                                                 |                                                 |                                                 |  |  |                                              |                                              |                                              |  |
|  | 37                                                     | 13                                                     |                                                        |                   |    | John Higgins                                    | 10                                              |                                                 |  |  |                                                  |                                                  |                                                  |  |  |                                                 |                                                 |                                                 |  |  |                                              |                                              |                                              |  |
|  | 38                                                     | 41                                                     | Jamie Jones                                            | 6                 |    |                                                 |                                                 |                                                 |  |  |                                                  |                                                  |                                                  |  |  |                                                 |                                                 |                                                 |  |  |                                              |                                              |                                              |  |
|  | 39                                                     | 41                                                     | Jamie Jones                                            | 6                 | 13 | John Higgins                                    | 13                                              |                                                 |  |  |                                                  |                                                  |                                                  |  |  |                                                 |                                                 |                                                 |  |  |                                              |                                              |                                              |  |
|  | 40                                                     |                                                        |                                                        |                   | 13 | John Higgins                                    | 13                                              |                                                 |  |  |                                                  |                                                  |                                                  |  |  |                                                 |                                                 |                                                 |  |  |                                              |                                              |                                              |  |
|  | 41                                                     |                                                        | 4                                                      | Mark Allen        | 12 |                                                 |                                                 |                                                 |  |  |                                                  |                                                  |                                                  |  |  |                                                 |                                                 |                                                 |  |  |                                              |                                              |                                              |  |
|  | 42                                                     | 4                                                      | 4                                                      | Mark Allen        | 12 | Mark Allen                                      | 10                                              |                                                 |  |  |                                                  |                                                  |                                                  |  |  |                                                 |                                                 |                                                 |  |  |                                              |                                              |                                              |  |
|  | 43                                                     | 4                                                      |                                                        |                   |    | Mark Allen                                      | 10                                              |                                                 |  |  |                                                  |                                                  |                                                  |  |  |                                                 |                                                 |                                                 |  |  |                                              |                                              |                                              |  |
|  | 44                                                     | 45                                                     | Robbie Williams                                        | 6                 |    |                                                 |                                                 |                                                 |  |  |                                                  |                                                  |                                                  |  |  |                                                 |                                                 |                                                 |  |  |                                              |                                              |                                              |  |
|  | 45                                                     | 45                                                     | Robbie Williams                                        | 6                 | 12 | Kyren Wilson                                    | 18                                              |                                                 |  |  |                                                  |                                                  |                                                  |  |  |                                                 |                                                 |                                                 |  |  |                                              |                                              |                                              |  |
|  | 46                                                     |                                                        |                                                        |                   | 12 | Kyren Wilson                                    | 18                                              |                                                 |  |  |                                                  |                                                  |                                                  |  |  |                                                 |                                                 |                                                 |  |  |                                              |                                              |                                              |  |
|  | 47                                                     |                                                        | 44                                                     | Jak Jones         | 14 |                                                 |                                                 |                                                 |  |  |                                                  |                                                  |                                                  |  |  |                                                 |                                                 |                                                 |  |  |                                              |                                              |                                              |  |
|  | 48                                                     | 3                                                      | 44                                                     | Jak Jones         | 14 | Judd Trump                                      | 10                                              |                                                 |  |  |                                                  |                                                  |                                                  |  |  |                                                 |                                                 |                                                 |  |  |                                              |                                              |                                              |  |
|  | 49                                                     | 3                                                      |                                                        |                   |    | Judd Trump                                      | 10                                              |                                                 |  |  |                                                  |                                                  |                                                  |  |  |                                                 |                                                 |                                                 |  |  |                                              |                                              |                                              |  |
|  | 50                                                     | 19                                                     | Hossein Vafaei                                         | 5                 |    |                                                 |                                                 |                                                 |  |  |                                                  |                                                  |                                                  |  |  |                                                 |                                                 |                                                 |  |  |                                              |                                              |                                              |  |
|  | 51                                                     | 19                                                     | Hossein Vafaei                                         | 5                 | 3  | Judd Trump                                      | 13                                              |                                                 |  |  |                                                  |                                                  |                                                  |  |  |                                                 |                                                 |                                                 |  |  |                                              |                                              |                                              |  |
|  | 52                                                     |                                                        |                                                        |                   | 3  | Judd Trump                                      | 13                                              |                                                 |  |  |                                                  |                                                  |                                                  |  |  |                                                 |                                                 |                                                 |  |  |                                              |                                              |                                              |  |
|  | 53                                                     |                                                        | 14                                                     | Tom Ford          | 7  |                                                 |                                                 |                                                 |  |  |                                                  |                                                  |                                                  |  |  |                                                 |                                                 |                                                 |  |  |                                              |                                              |                                              |  |
|  | 54                                                     | 14                                                     | 14                                                     | Tom Ford          | 7  | Tom Ford                                        | 10                                              |                                                 |  |  |                                                  |                                                  |                                                  |  |  |                                                 |                                                 |                                                 |  |  |                                              |                                              |                                              |  |
|  | 55                                                     | 14                                                     |                                                        |                   |    | Tom Ford                                        | 10                                              |                                                 |  |  |                                                  |                                                  |                                                  |  |  |                                                 |                                                 |                                                 |  |  |                                              |                                              |                                              |  |
|  | 56                                                     | 32                                                     | Ricky Walden                                           | 6                 |    |                                                 |                                                 |                                                 |  |  |                                                  |                                                  |                                                  |  |  |                                                 |                                                 |                                                 |  |  |                                              |                                              |                                              |  |
|  | 57                                                     | 32                                                     | Ricky Walden                                           | 6                 | 3  | Judd Trump                                      | 9                                               |                                                 |  |  |                                                  |                                                  |                                                  |  |  |                                                 |                                                 |                                                 |  |  |                                              |                                              |                                              |  |
|  | 58                                                     |                                                        |                                                        |                   | 3  | Judd Trump                                      | 9                                               |                                                 |  |  |                                                  |                                                  |                                                  |  |  |                                                 |                                                 |                                                 |  |  |                                              |                                              |                                              |  |
|  | 59                                                     |                                                        | 44                                                     | Jak Jones         | 13 |                                                 |                                                 |                                                 |  |  |                                                  |                                                  |                                                  |  |  |                                                 |                                                 |                                                 |  |  |                                              |                                              |                                              |  |
|  | 60                                                     | 11                                                     | 44                                                     | Jak Jones         | 13 | Zhang Anda                                      | 4                                               |                                                 |  |  |                                                  |                                                  |                                                  |  |  |                                                 |                                                 |                                                 |  |  |                                              |                                              |                                              |  |
|  | 61                                                     | 11                                                     |                                                        |                   |    | Zhang Anda                                      | 4                                               |                                                 |  |  |                                                  |                                                  |                                                  |  |  |                                                 |                                                 |                                                 |  |  |                                              |                                              |                                              |  |
|  | 62                                                     | 44                                                     | Jak Jones                                              | 10                |    |                                                 |                                                 |                                                 |  |  |                                                  |                                                  |                                                  |  |  |                                                 |                                                 |                                                 |  |  |                                              |                                              |                                              |  |
|  | 63                                                     | 44                                                     | Jak Jones                                              | 10                | 44 | Jak Jones                                       | 13                                              |                                                 |  |  |                                                  |                                                  |                                                  |  |  |                                                 |                                                 |                                                 |  |  |                                              |                                              |                                              |  |
|  | 64                                                     |                                                        |                                                        |                   | 44 | Jak Jones                                       | 13                                              |                                                 |  |  |                                                  |                                                  |                                                  |  |  |                                                 |                                                 |                                                 |  |  |                                              |                                              |                                              |  |
|  | 65                                                     |                                                        | 23                                                     | Si Jiahui         | 9  |                                                 |                                                 |                                                 |  |  |                                                  |                                                  |                                                  |  |  |                                                 |                                                 |                                                 |  |  |                                              |                                              |                                              |  |
|  | 66                                                     | 6                                                      | 23                                                     | Si Jiahui         | 9  | Mark Williams                                   | 9                                               |                                                 |  |  |                                                  |                                                  |                                                  |  |  |                                                 |                                                 |                                                 |  |  |                                              |                                              |                                              |  |
|  | 67                                                     | 6                                                      |                                                        |                   |    | Mark Williams                                   | 9                                               |                                                 |  |  |                                                  |                                                  |                                                  |  |  |                                                 |                                                 |                                                 |  |  |                                              |                                              |                                              |  |
|  | 68                                                     | 23                                                     | Si Jiahui                                              | 10                |    |                                                 |                                                 |                                                 |  |  |                                                  |                                                  |                                                  |  |  |                                                 |                                                 |                                                 |  |  |                                              |                                              |                                              |  |
|  | 69                                                     | 23                                                     | Si Jiahui                                              | 10                | 44 | Jak Jones                                       | 17                                              |                                                 |  |  |                                                  |                                                  |                                                  |  |  |                                                 |                                                 |                                                 |  |  |                                              |                                              |                                              |  |
|  | 70                                                     |                                                        |                                                        |                   | 44 | Jak Jones                                       | 17                                              |                                                 |  |  |                                                  |                                                  |                                                  |  |  |                                                 |                                                 |                                                 |  |  |                                              |                                              |                                              |  |
|  | 71                                                     |                                                        | 29                                                     | Stuart Bingham    | 12 |                                                 |                                                 |                                                 |  |  |                                                  |                                                  |                                                  |  |  |                                                 |                                                 |                                                 |  |  |                                              |                                              |                                              |  |
|  | 72                                                     | 7                                                      | 29                                                     | Stuart Bingham    | 12 | Ding Junhui                                     | 9                                               |                                                 |  |  |                                                  |                                                  |                                                  |  |  |                                                 |                                                 |                                                 |  |  |                                              |                                              |                                              |  |
|  | 73                                                     | 7                                                      |                                                        |                   |    | Ding Junhui                                     | 9                                               |                                                 |  |  |                                                  |                                                  |                                                  |  |  |                                                 |                                                 |                                                 |  |  |                                              |                                              |                                              |  |
|  | 74                                                     | 17                                                     | Jack Lisowski                                          | 10                |    |                                                 |                                                 |                                                 |  |  |                                                  |                                                  |                                                  |  |  |                                                 |                                                 |                                                 |  |  |                                              |                                              |                                              |  |
|  | 75                                                     | 17                                                     | Jack Lisowski                                          | 10                | 17 | Jack Lisowski                                   | 11                                              |                                                 |  |  |                                                  |                                                  |                                                  |  |  |                                                 |                                                 |                                                 |  |  |                                              |                                              |                                              |  |
|  | 76                                                     |                                                        |                                                        |                   | 17 | Jack Lisowski                                   | 11                                              |                                                 |  |  |                                                  |                                                  |                                                  |  |  |                                                 |                                                 |                                                 |  |  |                                              |                                              |                                              |  |
|  | 77                                                     |                                                        | 29                                                     | Stuart Bingham    | 13 |                                                 |                                                 |                                                 |  |  |                                                  |                                                  |                                                  |  |  |                                                 |                                                 |                                                 |  |  |                                              |                                              |                                              |  |
|  | 78                                                     | 10                                                     | 29                                                     | Stuart Bingham    | 13 | Gary Wilson                                     | 5                                               |                                                 |  |  |                                                  |                                                  |                                                  |  |  |                                                 |                                                 |                                                 |  |  |                                              |                                              |                                              |  |
|  | 79                                                     | 10                                                     |                                                        |                   |    | Gary Wilson                                     | 5                                               |                                                 |  |  |                                                  |                                                  |                                                  |  |  |                                                 |                                                 |                                                 |  |  |                                              |                                              |                                              |  |
|  | 80                                                     | 29                                                     | Stuart Bingham                                         | 10                |    |                                                 |                                                 |                                                 |  |  |                                                  |                                                  |                                                  |  |  |                                                 |                                                 |                                                 |  |  |                                              |                                              |                                              |  |
|  | 81                                                     | 29                                                     | Stuart Bingham                                         | 10                | 29 | Stuart Bingham                                  | 13                                              |                                                 |  |  |                                                  |                                                  |                                                  |  |  |                                                 |                                                 |                                                 |  |  |                                              |                                              |                                              |  |
|  | 82                                                     |                                                        |                                                        |                   | 29 | Stuart Bingham                                  | 13                                              |                                                 |  |  |                                                  |                                                  |                                                  |  |  |                                                 |                                                 |                                                 |  |  |                                              |                                              |                                              |  |
|  | 83                                                     |                                                        | 2                                                      | Ronnie O’Sullivan | 10 |                                                 |                                                 |                                                 |  |  |                                                  |                                                  |                                                  |  |  |                                                 |                                                 |                                                 |  |  |                                              |                                              |                                              |  |
|  | 84                                                     | 15                                                     | 2                                                      | Ronnie O’Sullivan | 10 | Barry Hawkins                                   | 8                                               |                                                 |  |  |                                                  |                                                  |                                                  |  |  |                                                 |                                                 |                                                 |  |  |                                              |                                              |                                              |  |
|  | 85                                                     | 15                                                     |                                                        |                   |    | Barry Hawkins                                   | 8                                               |                                                 |  |  |                                                  |                                                  |                                                  |  |  |                                                 |                                                 |                                                 |  |  |                                              |                                              |                                              |  |
|  | 86                                                     | 18                                                     | Ryan Day                                               | 10                |    |                                                 |                                                 |                                                 |  |  |                                                  |                                                  |                                                  |  |  |                                                 |                                                 |                                                 |  |  |                                              |                                              |                                              |  |
|  | 87                                                     | 18                                                     | Ryan Day                                               | 10                | 18 | Ryan Day                                        | 7                                               |                                                 |  |  |                                                  |                                                  |                                                  |  |  |                                                 |                                                 |                                                 |  |  |                                              |                                              |                                              |  |
|  | 88                                                     |                                                        |                                                        |                   | 18 | Ryan Day                                        | 7                                               |                                                 |  |  |                                                  |                                                  |                                                  |  |  |                                                 |                                                 |                                                 |  |  |                                              |                                              |                                              |  |
|  | 89                                                     |                                                        | 2                                                      | Ronnie O’Sullivan | 13 |                                                 |                                                 |                                                 |  |  |                                                  |                                                  |                                                  |  |  |                                                 |                                                 |                                                 |  |  |                                              |                                              |                                              |  |
|  | 90                                                     | 2                                                      | 2                                                      | Ronnie O’Sullivan | 13 | Ronnie O’Sullivan                               | 10                                              |                                                 |  |  |                                                  |                                                  |                                                  |  |  |                                                 |                                                 |                                                 |  |  |                                              |                                              |                                              |  |
|  | 91                                                     | 2                                                      |                                                        |                   |    | Ronnie O’Sullivan                               | 10                                              |                                                 |  |  |                                                  |                                                  |                                                  |  |  |                                                 |                                                 |                                                 |  |  |                                              |                                              |                                              |  |
|  | 92                                                     | 43                                                     | Jackson Page                                           | 1                 |    |                                                 |                                                 |                                                 |  |  |                                                  |                                                  |                                                  |  |  |                                                 |                                                 |                                                 |  |  |                                              |                                              |                                              |  |

### Finale
| Finale: Best of 35 Frames Schiedsrichter/in: Paul Collier Crucible Theatre, Sheffield, England, 5. / 6. Mai 2024 |                |           |
| Kyren Wilson | 18:14          | Jak Jones |
| Session 1: 129:0 (129), 87:35 (52), 76:14, 109:7 (66), 84:0 (62), 125:4 (125), 90:11 (90), 11:72 (65) Session 2: 18:75 (75), 0:80 (52), 129:0 (125), 78:41 (60), 22:74, 122:0 (122), 32:68, 0:90 (90), 66:64 (64 J) Session 3: 39:72 (64), 0:67 (59), 67:7 (50), 83:0 (83), 23:105 (90), 22:74 (73), 106:1 (87), 81:9 Session 4: 67:35, 16:105 (105), 80:73, 8:88 (67), 0:96 (96), 22:82, 71:4 |                |           |
| 129 | Höchstes Break | 105       |
| 4 | Century-Breaks | 1         |
| 12 | 50+-Breaks     | 12        |

## Qualifikation
Die Top 16 der Weltrangliste waren für das Hauptturnier gesetzt, ihre 16 Herausforderer wurden über die Qualifikation ermittelt. Zu den 128 Teilnehmern gehörten die Profispieler ab Platz 17 bis auf Stephen Hendry und Asjad Iqbal. Für die 18 verbleibenden Plätze wählte die WPBSA 16 Amateurspieler nach verschiedenen Kriterien sowie 2 Nachrücker aus der Q School Order of Merit aus.
Die 4 Qualifikationsrunden fanden vom 8. bis 17. April 2024 im English Institute of Sport in Sheffield statt. Wie im Vorjahr eingeführt wurden alle Partien von Runde 1 an im Modus Best of 19 (10 Gewinnframes) gespielt.

### Zusammenfassung
Kampf um den Tourverbleib
Für eine Reihe von Spielern ging es auch in diesem Jahr wieder darum, die letzte Chance zu nutzen, sich doch noch unter die Top 64 zu schieben und damit den Verbleib auf der Profitour zu sichern. Martin Gould war durch längeren krankheitsbedingten Ausfall zurückgefallen und konnte auch bei der WM nicht antreten, bei ihm machte der Verband WPBSA eine Ausnahme und setzte die Relegation aus. Mark King war wegen Auffälligkeiten bei Sportwetten gesperrt und verlor zwangsläufig nach 33 Jahren auf der Tour seinen Profistatus. Fergal O’Brien hatte bereits zum Jahreswechsel ebenfalls nach 33 Profijahren seinen Tourausstieg verkündet. Zur selben Generation gehört auch Rod Lawler, der schon einmal 1 Jahr aussetzen musste und keine realistische Chance auf Weiterqualifikation hatte. Von den 1991 auf die Tour gekommenen Spielern hatte nur Andy Hicks Hoffnungen auf eine Verlängerung, er hätte aber bis ins Crucible kommen müssen und scheiterte in Runde 3.
Nach 18 Jahren auf der Tour schied Mark Joyce aus, als Nummer 65 der Weltrangliste hatte er beste Chance, er verlor aber sein Auftaktspiel gegen die Nummer 96 Ian Burns. Die Nummer 68 Liam Highfield scheiterte knapp mit 9:10 an Stuart Carrington und verlor nach 14 Jahren die Tourzugehörigkeit. Daneben verloren vor allem Spieler ihr Tourticket, die es noch nie oder nie lange unter die Top 64 geschafft hatten und die sich immer wieder neu qualifizieren mussten wie bspw. Ashley Hugill, James Cahill oder der Deutsche Lukas Kleckers, der zum dritten Mal „den Cut“ verpasste. Einziger Profiteur der WM-Qualifikation war der Engländer David Lilley, der sich mit einem einzigen Sieg mit 10:9 über Peng Yisong von Platz 66 noch auf Platz 64 rettete.
Die Qualifikationsrunden
Von den 18 Amateuren überstanden 7 die erste Runde, größte Überraschung war das 10:8 des Ungarn Bulcsú Révész über Sean O’Sullivan, immerhin Nummer 85 unter den Profis. Runde 2 erwies sich für die eingeladenen Spieler aber durchweg als zu hohe Hürde, Révész gegen James Cahill und Mohammed Shehab aus den Arabischen Emiraten gegen Tian Pengfei waren beide mit 8:10-Niederlagen am nächsten dran am Weiterkommen. Bei den Profiduellen der 2. Runde war das 10:8 von Jenson Kendrick über Ben Woollaston unerwartet, der Engländer schlug anschließend noch die Nummer 39 Jordan Brown, bevor er ausschied, doch nach 2 wenig erfolgreichen Jahren auf der Tour hätte auch die Crucible-Qualifikation Kendrick nicht vor dem Profi-Aus bewahrt. Oliver Lines konnte sich dagegen die Auftaktniederlage gegen Louis Heathcote leisten, zwar fiel er damit aus den Top 64, über die Ein-Jahres-Wertung war ihm aber ein neues Tourticket bereits sicher. Auch Heathcote gelang danach gegen die Nummer 36 Elliot Slessor eine weitere Überraschung, aber kein Crucible-Einzug. Mit Anthony McGill und Thepchaiya Un-Nooh scheiterten zwei weitere höher eingeschätzte Spieler in Runde 3.
Am „Judgement Day“, dem Entscheidungstag der Qualifikation, mussten dann zwei Spieler um den Einzug in die Hauptrunde kämpfen, die zuvor lange gesetzt gewesen waren. Während Stuart Bingham, Weltmeister von 2015, gegen Louis Heathcote erfolgreich war, scheiterte Neil Robertson mit 9:10 am Waliser Jamie Jones. Damit endete für den Australier, 2010 der Titelträger, nach 19 Endrundenteilnahmen die Serie seiner Crucible-Auftritte. Mit Jak Jones – 10:4 gegen Zhou Yuelong – und Jackson Page – 10:9 gegen Noppon Saengkham – gelang zwei weiteren Walisern der überraschende Endrundeneinzug. Zum 3. Mal in Folge scheiterte Chris Wakelin in der letzten Qualifikationsrunde, obwohl er mit Platz 20 vor dem Turnier noch nie so gut in der Weltrangliste gestanden hatte. Er unterlag Robbie Williams, der nach 7 Jahren wieder ins Endturnier kam. Stephen Maguire schaffte es nach einem Jahr Unterbrechung zum 20. Mal ins Crucible, Ryan Day qualifizierte sich zum 15. Mal, Dominic Dale war zum 10. Mal dabei. Dale war mit 52 Jahren der älteste Endrundenteilnehmer, nur wenige Spieler sind in diesem Alter noch dabei, zuletzt Steve Davis im Jahr 2010. Auch alle anderen erfolgreichen Qualifikanten hatten zuvor schon mindestens einmal in der großen WM-Arena gespielt bis auf Joe O’Connor. Der 28-jährige Engländer erreichte in seinem 6. Profijahr seine erste Endrundenqualifikation gegen Matthew Selt. Für den letzten Punkt zum 10:8-Sieg brauchte er 110 Minuten, es war der zweitlängste Frame der Snookergeschichte bis dahin. In der WM-Qualifikation 2017 hatte es bereits einen Frame von mehr als 2 Stunden Dauer gegeben.

### Ergebnisse
A = Amateurspieler

kl. = kampflos weiter

#### Runde 1
64 Spieler (Platz 81–128 der Weltrangliste + WPBSA-Amateurspieler). Die Begegnungen fanden vom 8. bis 10. April 2024 statt.
| Spiel | Spieler 1                   | Ergebnis | Spieler 2               |
| ----- | --------------------------- | -------- | ----------------------- |
| 1     | (81) Martin Gould           | kl.      | Jimmy White (119)       |
| 2     | (112) Ryan Thomerson        | 103:103  | Liam Davies (A)         |
| 3     | (96) Ian Burns              | 110:110  | Dean Young (116)        |
| 4     | (97) Andy Lee               | 109:109  | Andrew Pagett (114)     |
| 5     | (104) Rory Thor             | 210:210  | Hamza Ilyas (A)         |
| 6     | (89) Ross Muir              | 910:910  | Ka Wai Cheung (A)       |
| 7     | (105) Alfie Burden          | 110:110  | Rebecca Kenna (125)     |
| 8     | (88) Ishpreet Singh Chadha  | 106:106  | Gao Yang (A)            |
| 9     | (85) Sean O’Sullivan        | 108:108  | Bulcsú Révész (A)       |
| 10    | (108) Andres Petrov         | 110:110  | Ahmed Aly Elsayed (126) |
| 11    | (92) Adam Duffy             | 510:510  | Mink Nutcharut (117)    |
| 12    | (101) Andrew Higginson      | 710:710  | Duane Jones (A)         |
| 13    | (100) Louis Heathcote       | 410:410  | Oliver Sykes (A)        |
| 14    | (93) Stuart Carrington      | 510:510  | Himanshu Jain (118)     |
| 15    | (109) Alexander Ursenbacher | 010:010  | Iulian Boiko (A)        |
| 16    | (84) Allan Taylor           | 610:610  | Vladislav Gradinari (A) |

| Spiel | Spieler 1                   | Ergebnis | Spieler 2               |
| ----- | --------------------------- | -------- | ----------------------- |
| 1     | (81) Martin Gould           | kl.      | Jimmy White (119)       |
| 2     | (112) Ryan Thomerson        | 103:103  | Liam Davies (A)         |
| 3     | (96) Ian Burns              | 110:110  | Dean Young (116)        |
| 4     | (97) Andy Lee               | 109:109  | Andrew Pagett (114)     |
| 5     | (104) Rory Thor             | 210:210  | Hamza Ilyas (A)         |
| 6     | (89) Ross Muir              | 910:910  | Ka Wai Cheung (A)       |
| 7     | (105) Alfie Burden          | 110:110  | Rebecca Kenna (125)     |
| 8     | (88) Ishpreet Singh Chadha  | 106:106  | Gao Yang (A)            |
| 9     | (85) Sean O’Sullivan        | 108:108  | Bulcsú Révész (A)       |
| 10    | (108) Andres Petrov         | 110:110  | Ahmed Aly Elsayed (126) |
| 11    | (92) Adam Duffy             | 510:510  | Mink Nutcharut (117)    |
| 12    | (101) Andrew Higginson      | 710:710  | Duane Jones (A)         |
| 13    | (100) Louis Heathcote       | 410:410  | Oliver Sykes (A)        |
| 14    | (93) Stuart Carrington      | 510:510  | Himanshu Jain (118)     |
| 15    | (109) Alexander Ursenbacher | 010:010  | Iulian Boiko (A)        |
| 16    | (84) Allan Taylor           | 610:610  | Vladislav Gradinari (A) |

| Spiel | Spieler 1             | Ergebnis | Spieler 2                    |
| ----- | --------------------- | -------- | ---------------------------- |
| 17    | (83) Marco Fu         | 110:110  | Baipat Siripaporn (124)      |
| 18    | (110) Jiang Jun       | 610:610  | Amir Sarkhosh (A)            |
| 19    | (94) Hammad Miah      | 102:102  | Haydon Pinhey (A)            |
| 20    | (99) Muhammad Asif    | kl.      | Daniel Womersley (A)         |
| 21    | (102) Ma Hailong      | 110:110  | Victor Sarkis (122)          |
| 22    | (91) Oliver Brown     | 010:010  | Reanne Evans (120)           |
| 23    | (107) Fergal O’Brien  | 108:108  | Mostafa Dorgham (123)        |
| 24    | (86) Long Zehuang     | 110:110  | Sydney Wilson (A)            |
| 25    | (87) Rod Lawler       | 710:710  | Gong Chenzhi (A)             |
| 26    | (106) Stan Moody      | 106:106  | Mohammed Shehab (A)          |
| 27    | (90) Xing Zihao       | 610:610  | Michael Holt (A)             |
| 28    | (103) Jenson Kendrick | 710:710  | Bai Yulu (A)                 |
| 29    | (98) Liam Pullen      | 310:310  | Anton Kazakov (113)          |
| 30    | (95) Peng Yisong      | 510:510  | Manasawin Phetmalaikul (121) |
| 31    | (111) Mohamed Ibrahim | 106:106  | Peter Lines (A)              |
| 32    | (82) Ashley Carty     | 410:410  | Liam Graham (115)            |

| Spiel | Spieler 1             | Ergebnis | Spieler 2                    |
| ----- | --------------------- | -------- | ---------------------------- |
| 17    | (83) Marco Fu         | 110:110  | Baipat Siripaporn (124)      |
| 18    | (110) Jiang Jun       | 610:610  | Amir Sarkhosh (A)            |
| 19    | (94) Hammad Miah      | 102:102  | Haydon Pinhey (A)            |
| 20    | (99) Muhammad Asif    | kl.      | Daniel Womersley (A)         |
| 21    | (102) Ma Hailong      | 110:110  | Victor Sarkis (122)          |
| 22    | (91) Oliver Brown     | 010:010  | Reanne Evans (120)           |
| 23    | (107) Fergal O’Brien  | 108:108  | Mostafa Dorgham (123)        |
| 24    | (86) Long Zehuang     | 110:110  | Sydney Wilson (A)            |
| 25    | (87) Rod Lawler       | 710:710  | Gong Chenzhi (A)             |
| 26    | (106) Stan Moody      | 106:106  | Mohammed Shehab (A)          |
| 27    | (90) Xing Zihao       | 610:610  | Michael Holt (A)             |
| 28    | (103) Jenson Kendrick | 710:710  | Bai Yulu (A)                 |
| 29    | (98) Liam Pullen      | 310:310  | Anton Kazakov (113)          |
| 30    | (95) Peng Yisong      | 510:510  | Manasawin Phetmalaikul (121) |
| 31    | (111) Mohamed Ibrahim | 106:106  | Peter Lines (A)              |
| 32    | (82) Ashley Carty     | 410:410  | Liam Graham (115)            |

#### Runde 2
64 Spieler (Platz 49–80 der Weltrangliste gegen die Gewinner der ersten Runde). Die Begegnungen fanden vom 10. bis 13. April 2024 statt.
| Spiel | Spieler 1             | Ergebnis | Spieler 2                   |
| ----- | --------------------- | -------- | --------------------------- |
| 33    | (80) Liu Hongyu       | 310:310  | Jimmy White (119)           |
| 34    | (49) Jimmy Robertson  | 210:210  | Liam Davies (A)             |
| 35    | (65) Mark Joyce       | 107:107  | Ian Burns (96)              |
| 36    | (64) Mark Davis       | 210:210  | Andrew Pagett (114)         |
| 37    | (57) David Grace      | 810:810  | Rory Thor (104)             |
| 38    | (72) He Guoqiang      | 810:810  | Ross Muir (89)              |
| 39    | (56) Xu Si            | 103:103  | Alfie Burden (105)          |
| 40    | (73) Zak Surety       | 610:610  | Gao Yang (A)                |
| 41    | (76) James Cahill     | 810:810  | Bulcsú Révész (A)           |
| 42    | (53) Jamie Clarke     | 710:710  | Andres Petrov (108)         |
| 43    | (69) Ashley Hugill    | 410:410  | Adam Duffy (92)             |
| 44    | (60) Michael White    | 810:810  | Andrew Higginson (101)      |
| 45    | (61) Oliver Lines     | 107:107  | Louis Heathcote (100)       |
| 46    | (68) Liam Highfield   | 109:109  | Stuart Carrington (93)      |
| 47    | (52) Anthony Hamilton | 710:710  | Alexander Ursenbacher (109) |
| 48    | (77) Lukas Kleckers   | 910:910  | Allan Taylor (84)           |

| Spiel | Spieler 1             | Ergebnis | Spieler 2                   |
| ----- | --------------------- | -------- | --------------------------- |
| 33    | (80) Liu Hongyu       | 310:310  | Jimmy White (119)           |
| 34    | (49) Jimmy Robertson  | 210:210  | Liam Davies (A)             |
| 35    | (65) Mark Joyce       | 107:107  | Ian Burns (96)              |
| 36    | (64) Mark Davis       | 210:210  | Andrew Pagett (114)         |
| 37    | (57) David Grace      | 810:810  | Rory Thor (104)             |
| 38    | (72) He Guoqiang      | 810:810  | Ross Muir (89)              |
| 39    | (56) Xu Si            | 103:103  | Alfie Burden (105)          |
| 40    | (73) Zak Surety       | 610:610  | Gao Yang (A)                |
| 41    | (76) James Cahill     | 810:810  | Bulcsú Révész (A)           |
| 42    | (53) Jamie Clarke     | 710:710  | Andres Petrov (108)         |
| 43    | (69) Ashley Hugill    | 410:410  | Adam Duffy (92)             |
| 44    | (60) Michael White    | 810:810  | Andrew Higginson (101)      |
| 45    | (61) Oliver Lines     | 107:107  | Louis Heathcote (100)       |
| 46    | (68) Liam Highfield   | 109:109  | Stuart Carrington (93)      |
| 47    | (52) Anthony Hamilton | 710:710  | Alexander Ursenbacher (109) |
| 48    | (77) Lukas Kleckers   | 910:910  | Allan Taylor (84)           |

| Spiel | Spieler 1             | Ergebnis | Spieler 2             |
| ----- | --------------------- | -------- | --------------------- |
| 49    | (78) Ken Doherty      | 106:106  | Marco Fu (83)         |
| 50    | (51) Fan Zhengyi      | 108:108  | Jiang Jun (110)       |
| 51    | (67) Julien Leclercq  | 310:310  | Haydon Pinhey (A)     |
| 52    | (62) Aaron Hill       | 310:310  | Daniel Womersley (A)  |
| 53    | (59) Martin O’Donnell | 107:107  | Ma Hailong (102)      |
| 54    | (70) Dylan Emery      | 108:108  | Oliver Brown (91)     |
| 55    | (54) Graeme Dott      | 510:510  | Mostafa Dorgham (123) |
| 56    | (75) Andy Hicks       | 210:210  | Long Zehuang (86)     |
| 57    | (74) Ben Mertens      | 910:910  | Rod Lawler (87)       |
| 58    | (55) Tian Pengfei     | 810:810  | Mohammed Shehab (A)   |
| 59    | (71) Daniel Wells     | 510:510  | Xing Zihao (90)       |
| 60    | (58) Ben Woollaston   | 108:108  | Jenson Kendrick (103) |
| 61    | (63) Sanderson Lam    | 810:810  | Liam Pullen (98)      |
| 62    | (66) David Lilley     | 910:910  | Peng Yisong (95)      |
| 63    | (50) Scott Donaldson  | 610:610  | Peter Lines (A)       |
| 64    | (79) John Astley      | 610:610  | Ashley Carty (82)     |

| Spiel | Spieler 1             | Ergebnis | Spieler 2             |
| ----- | --------------------- | -------- | --------------------- |
| 49    | (78) Ken Doherty      | 106:106  | Marco Fu (83)         |
| 50    | (51) Fan Zhengyi      | 108:108  | Jiang Jun (110)       |
| 51    | (67) Julien Leclercq  | 310:310  | Haydon Pinhey (A)     |
| 52    | (62) Aaron Hill       | 310:310  | Daniel Womersley (A)  |
| 53    | (59) Martin O’Donnell | 107:107  | Ma Hailong (102)      |
| 54    | (70) Dylan Emery      | 108:108  | Oliver Brown (91)     |
| 55    | (54) Graeme Dott      | 510:510  | Mostafa Dorgham (123) |
| 56    | (75) Andy Hicks       | 210:210  | Long Zehuang (86)     |
| 57    | (74) Ben Mertens      | 910:910  | Rod Lawler (87)       |
| 58    | (55) Tian Pengfei     | 810:810  | Mohammed Shehab (A)   |
| 59    | (71) Daniel Wells     | 510:510  | Xing Zihao (90)       |
| 60    | (58) Ben Woollaston   | 108:108  | Jenson Kendrick (103) |
| 61    | (63) Sanderson Lam    | 810:810  | Liam Pullen (98)      |
| 62    | (66) David Lilley     | 910:910  | Peng Yisong (95)      |
| 63    | (50) Scott Donaldson  | 610:610  | Peter Lines (A)       |
| 64    | (79) John Astley      | 610:610  | Ashley Carty (82)     |

#### Runde 3
64 Spieler (Platz 17–48 der Weltrangliste gegen die Gewinner der zweiten Runde). Die Begegnungen fanden vom 13. bis 15. April 2024 statt.
| Spiel | Spieler 1               | Ergebnis | Spieler 2              |
| ----- | ----------------------- | -------- | ---------------------- |
| 65    | (17) Jack Lisowski      | 410:410  | Liu Hongyu (80)        |
| 66    | (48) Matthew Stevens    | 610:610  | Jimmy Robertson (49)   |
| 67    | (32) Ricky Walden       | 710:710  | Ian Burns (96)         |
| 68    | (33) Thepchaiya Un-Nooh | 108:108  | Mark Davis (64)        |
| 69    | (40) Dominic Dale       | 610:610  | David Grace (57)       |
| 70    | (25) Anthony McGill     | 105:105  | He Guoqiang (72)       |
| 71    | (41) Jamie Jones        | 510:510  | Alfie Burden (105)     |
| 72    | (24) Neil Robertson     | 210:210  | Zak Surety (73)        |
| 73    | (21) Zhou Yuelong       | 010:010  | James Cahill (76)      |
| 74    | (44) Jak Jones          | 610:610  | Jamie Clarke (53)      |
| 75    | (28) Stephen Maguire    | 710:710  | Ashley Hugill (69)     |
| 76    | (37) Yuan Sijun         | 810:810  | Michael White (60)     |
| 77    | (36) Elliot Slessor     | 108:108  | Louis Heathcote (100)  |
| 78    | (29) Stuart Bingham     | 910:910  | Stuart Carrington (93) |
| 79    | (45) Robbie Williams    | 510:510  | Anthony Hamilton (52)  |
| 80    | (20) Chris Wakelin      | 510:510  | Lukas Kleckers (77)    |

| Spiel | Spieler 1               | Ergebnis | Spieler 2              |
| ----- | ----------------------- | -------- | ---------------------- |
| 65    | (17) Jack Lisowski      | 410:410  | Liu Hongyu (80)        |
| 66    | (48) Matthew Stevens    | 610:610  | Jimmy Robertson (49)   |
| 67    | (32) Ricky Walden       | 710:710  | Ian Burns (96)         |
| 68    | (33) Thepchaiya Un-Nooh | 108:108  | Mark Davis (64)        |
| 69    | (40) Dominic Dale       | 610:610  | David Grace (57)       |
| 70    | (25) Anthony McGill     | 105:105  | He Guoqiang (72)       |
| 71    | (41) Jamie Jones        | 510:510  | Alfie Burden (105)     |
| 72    | (24) Neil Robertson     | 210:210  | Zak Surety (73)        |
| 73    | (21) Zhou Yuelong       | 010:010  | James Cahill (76)      |
| 74    | (44) Jak Jones          | 610:610  | Jamie Clarke (53)      |
| 75    | (28) Stephen Maguire    | 710:710  | Ashley Hugill (69)     |
| 76    | (37) Yuan Sijun         | 810:810  | Michael White (60)     |
| 77    | (36) Elliot Slessor     | 108:108  | Louis Heathcote (100)  |
| 78    | (29) Stuart Bingham     | 910:910  | Stuart Carrington (93) |
| 79    | (45) Robbie Williams    | 510:510  | Anthony Hamilton (52)  |
| 80    | (20) Chris Wakelin      | 510:510  | Lukas Kleckers (77)    |

| Spiel | Spieler 1             | Ergebnis | Spieler 2             |
| ----- | --------------------- | -------- | --------------------- |
| 81    | (19) Hossein Vafaei   | 410:410  | Marco Fu (83)         |
| 82    | (46) Sam Craigie      | 108:108  | Jiang Jun (110)       |
| 83    | (30) Joe O’Connor     | 110:110  | Julien Leclercq (67)  |
| 84    | (35) Matthew Selt     | 410:410  | Aaron Hill (62)       |
| 85    | (38) Cao Yupeng       | 410:410  | Ma Hailong (102)      |
| 86    | (27) Pang Junxu       | 710:710  | Oliver Brown (91)     |
| 87    | (43) Jackson Page     | 510:510  | Graeme Dott (54)      |
| 88    | (22) Noppon Saengkham | 510:510  | Andy Hicks (75)       |
| 89    | (23) Si Jiahui        | 910:910  | Ben Mertens (74)      |
| 90    | (42) Wu Yize          | 810:810  | Tian Pengfei (55)     |
| 91    | (26) Lü Haotian       | 810:810  | Daniel Wells (71)     |
| 92    | (39) Jordan Brown     | 105:105  | Jenson Kendrick (103) |
| 93    | (34) Xiao Guodong     | 210:210  | Sanderson Lam (63)    |
| 94    | (31) David Gilbert    | 410:410  | David Lilley (66)     |
| 95    | (47) Joe Perry        | 106:106  | Scott Donaldson (50)  |
| 96    | (18) Ryan Day         | 610:610  | John Astley (79)      |

| Spiel | Spieler 1             | Ergebnis | Spieler 2             |
| ----- | --------------------- | -------- | --------------------- |
| 81    | (19) Hossein Vafaei   | 410:410  | Marco Fu (83)         |
| 82    | (46) Sam Craigie      | 108:108  | Jiang Jun (110)       |
| 83    | (30) Joe O’Connor     | 110:110  | Julien Leclercq (67)  |
| 84    | (35) Matthew Selt     | 410:410  | Aaron Hill (62)       |
| 85    | (38) Cao Yupeng       | 410:410  | Ma Hailong (102)      |
| 86    | (27) Pang Junxu       | 710:710  | Oliver Brown (91)     |
| 87    | (43) Jackson Page     | 510:510  | Graeme Dott (54)      |
| 88    | (22) Noppon Saengkham | 510:510  | Andy Hicks (75)       |
| 89    | (23) Si Jiahui        | 910:910  | Ben Mertens (74)      |
| 90    | (42) Wu Yize          | 810:810  | Tian Pengfei (55)     |
| 91    | (26) Lü Haotian       | 810:810  | Daniel Wells (71)     |
| 92    | (39) Jordan Brown     | 105:105  | Jenson Kendrick (103) |
| 93    | (34) Xiao Guodong     | 210:210  | Sanderson Lam (63)    |
| 94    | (31) David Gilbert    | 410:410  | David Lilley (66)     |
| 95    | (47) Joe Perry        | 106:106  | Scott Donaldson (50)  |
| 96    | (18) Ryan Day         | 610:610  | John Astley (79)      |

#### Runde 4
32 Spieler (Gewinner der dritten Runde gegeneinander). Die Begegnungen fanden am 16. und 17. April statt.
| Spiel | Spieler 1             | Ergebnis | Spieler 2            |
| ----- | --------------------- | -------- | -------------------- |
| 97    | (17) Jack Lisowski    | 310:310  | Matthew Stevens (48) |
| 98    | (32) Ricky Walden     | 910:910  | Mark Davis (64)      |
| 99    | (40) Dominic Dale     | 810:810  | He Guoqiang (72)     |
| 100   | (41) Jamie Jones      | 910:910  | Neil Robertson (24)  |
| 101   | (21) Zhou Yuelong     | 104:104  | Jak Jones (44)       |
| 102   | (28) Stephen Maguire  | 610:610  | Yuan Sijun (37)      |
| 103   | (100) Louis Heathcote | 108:108  | Stuart Bingham (29)  |
| 104   | (45) Robbie Williams  | 910:910  | Chris Wakelin (20)   |

| Spiel | Spieler 1             | Ergebnis | Spieler 2            |
| ----- | --------------------- | -------- | -------------------- |
| 97    | (17) Jack Lisowski    | 310:310  | Matthew Stevens (48) |
| 98    | (32) Ricky Walden     | 910:910  | Mark Davis (64)      |
| 99    | (40) Dominic Dale     | 810:810  | He Guoqiang (72)     |
| 100   | (41) Jamie Jones      | 910:910  | Neil Robertson (24)  |
| 101   | (21) Zhou Yuelong     | 104:104  | Jak Jones (44)       |
| 102   | (28) Stephen Maguire  | 610:610  | Yuan Sijun (37)      |
| 103   | (100) Louis Heathcote | 108:108  | Stuart Bingham (29)  |
| 104   | (45) Robbie Williams  | 910:910  | Chris Wakelin (20)   |

| Spiel | Spieler 1            | Ergebnis | Spieler 2             |
| ----- | -------------------- | -------- | --------------------- |
| 105   | (19) Hossein Vafaei  | 510:510  | Jiang Jun (110)       |
| 106   | (30) Joe O’Connor    | 810:810  | Matthew Selt (35)     |
| 107   | (38) Cao Yupeng      | 108:108  | Pang Junxu (27)       |
| 108   | (43) Jackson Page    | 910:910  | Noppon Saengkham (22) |
| 109   | (23) Si Jiahui       | 410:410  | Wu Yize (42)          |
| 110   | (26) Lü Haotian      | 710:710  | Jenson Kendrick (103) |
| 111   | (34) Xiao Guodong    | 106:106  | David Gilbert (31)    |
| 112   | (50) Scott Donaldson | 109:109  | Ryan Day (18)         |

| Spiel | Spieler 1            | Ergebnis | Spieler 2             |
| ----- | -------------------- | -------- | --------------------- |
| 105   | (19) Hossein Vafaei  | 510:510  | Jiang Jun (110)       |
| 106   | (30) Joe O’Connor    | 810:810  | Matthew Selt (35)     |
| 107   | (38) Cao Yupeng      | 108:108  | Pang Junxu (27)       |
| 108   | (43) Jackson Page    | 910:910  | Noppon Saengkham (22) |
| 109   | (23) Si Jiahui       | 410:410  | Wu Yize (42)          |
| 110   | (26) Lü Haotian      | 710:710  | Jenson Kendrick (103) |
| 111   | (34) Xiao Guodong    | 106:106  | David Gilbert (31)    |
| 112   | (50) Scott Donaldson | 109:109  | Ryan Day (18)         |

## Century-Breaks

### Hauptturnier
25 Spieler spielten 63 Century-Breaks. Jackson Page, Ricky Walden und Mark Williams erzielten mit je einer 142 die höchsten Breaks, David Gilbert erspielte mit 10 die meisten Aufnahmen mit mehr als 100 Punkten.
Lü Haotian erzielte in Runde 1 sein 100. Century bei einem Turnier der Profitour.
| Jackson Page      | 142                                              |
| Ricky Walden      | 142                                              |
| Mark Williams     | 142                                              |
| Hossein Vafaei    | 138                                              |
| David Gilbert     | 136, 130 (2×), 129, 123, 115, 110, 106, 104, 101 |
| Ronnie O’Sullivan | 136, 123, 122, 116                               |
| Stephen Maguire   | 134, 127, 114, 111                               |
| Luca Brecel       | 134, 104                                         |
| Ding Junhui       | 131, 127                                         |
| Kyren Wilson      | 129, 125 (2×), 123, 122, 121, 105, 101           |
| John Higgins      | 129, 102                                         |
| Stuart Bingham    | 125, 117, 108, 107, 104 (2×)                     |
| Jack Lisowski     | 123                                              |

| Joe O’Connor    | 122, 102, 101 |
| Dominic Dale    | 120           |
| Mark Allen      | 119, 114      |
| Jamie Jones     | 118           |
| Jak Jones       | 117, 106, 105 |
| Lü Haotian      | 117           |
| Ryan Day        | 115, 110      |
| Mark Selby      | 112           |
| Shaun Murphy    | 111           |
| Barry Hawkins   | 108           |
| Judd Trump      | 110, 107 (2×) |
| Robbie Williams | 105           |

### Qualifikation
Während der Qualifikation wurden 122 Breaks mit 100 oder mehr Punkten gespielt. Noppon Saengkham spielte mit dem 2. Maximum Break seiner Karriere das höchste Break und verdiente sich die hierfür ausgelobte Sonderprämie, Louis Heathcote erzielte mit 7 Centurys die meisten.
Chris Wakelin gelang in Runde 3 das 100. Century seiner Karriere.
| Noppon Saengkham      | 147, 128, 112                     |
| Wu Yize               | 144, 131                          |
| Jack Lisowski         | 142, 137, 104 (2×), 100 (2×)      |
| Scott Donaldson       | 142, 110                          |
| Mark Joyce            | 141, 113                          |
| Xing Zihao            | 140                               |
| Ryan Day              | 136, 119, 102, 102, 100           |
| Marco Fu              | 136, 104, 102                     |
| Matthew Stevens       | 135 (2×)                          |
| Stuart Bingham        | 135, 126                          |
| Jamie Jones           | 135, 101                          |
| Gao Yang              | 135                               |
| Peter Lines           | 135                               |
| Liu Hongyu            | 135                               |
| Neil Robertson        | 134, 117, 104, 103 (2×)           |
| David Gilbert         | 133, 120, 117                     |
| Alfie Burden          | 133, 113                          |
| Robbie Williams       | 132                               |
| Jiang Jun             | 131, 118, 102                     |
| Mark Davis            | 130, 127, 100                     |
| Alexander Ursenbacher | 130                               |
| Louis Heathcote       | 129, 126, 125, 118, 110, 104, 100 |
| Ian Burns             | 128                               |
| Ashley Hugill         | 128                               |
| Cao Yupeng            | 127, 116                          |
| Zak Surety            | 127                               |
| Chris Wakelin         | 126, 102                          |
| Jak Jones             | 126                               |
| Graeme Dott           | 125, 104                          |
| Ben Mertens           | 124, 119                          |
| Ben Woollaston        | 123, 101                          |
| Hossein Vafaei        | 121, 120, 116                     |

| Lü Haotian             | 121, 117                |
| Jackson Page           | 121, 109, 107           |
| Andy Hicks             | 121                     |
| Joe O’Connor           | 117, 113                |
| Si Jiahui              | 117, 112, 110           |
| Daniel Wells           | 116, 104                |
| Mohammed Shehab        | 116                     |
| Fan Zhengyi            | 115, 106                |
| Rory Thor              | 115                     |
| Stephen Maguire        | 114, 110, 106, 104, 100 |
| Sean O’Sullivan        | 114                     |
| Tian Pengfei           | 114                     |
| Yuan Sijun             | 113, 104                |
| Stuart Carrington      | 113                     |
| Andrew Higginson       | 112                     |
| Jenson Kendrick        | 111, 102                |
| Peng Yisong            | 109, 100                |
| James Cahill           | 108                     |
| Liam Pullen            | 108                     |
| Liam Davies            | 107                     |
| Ashley Carty           | 105                     |
| Ishpreet Singh Chadha  | 105                     |
| Dominic Dale           | 105                     |
| Xiao Guodong           | 105                     |
| Jamie Clarke           | 104                     |
| Duane Jones            | 104                     |
| Pang Junxu             | 103                     |
| Manasawin Phetmalaikul | 102                     |
| Sam Craigie            | 101                     |
| Oliver Brown           | 100                     |
| Amir Sarkhosh          | 100                     |
| Zhou Yuelong           | 100                     |